# Cupido tejua
Cupido tejua är en fjärilsart som beskrevs av Tryon Reakirt 1866. Cupido tejua ingår i släktet Cupido och familjen juvelvingar. Inga underarter finns listade i Catalogue of Life.